# Pehr Johnsson (1818–1904)
För andra betydelser, se Per Jonsson.
Pehr Johnsson (i riksdagen kallad Johnsson i Remmarlöv), född 5 januari 1818 i Högs socken i Malmöhus län, död 14 april 1904 i Remmarlövs församling, var en hemmansägare och riksdagsman. 
Johnsson var bosatt på Remmarlövs gård i Skåne (1 mantal, taxeringsvärde 62 600 riksdaler 1867). Han var ledamot av riksdagens andra kammare för Harjagers och Rönnebergs häraders valkrets 1867–1870.
Pehr Johnsson var son till nämndemannen John Påhlsson och Mätta Pålsdotter. Han gifte sig 1851 med Karna Johnsdotter (född 1827 i Stävie socken, död 1895 i Remmarlöv), dotter till John Göransson och Karna Persdotter. Pehr Johnsson fick ett barn, John född 1852.
Johnsson var nämndeman samt var ordförande i styrelsen för Torna och Bara häraders brandförsäkringsförening 1861–1870 och vice ordförande 1871–1873. 1873 var han också revisor vid riksbankens avdelningskontor i Malmö. Johnsson var kommunalt engagerad i Remmarlövs landskommun. Som riksdagsman författade Johnsson två motioner. Den ena om ändring av den kommunala rösträtten och den andra om upphörande av Lunds domkyrkas lösningsrätt vid försäljning av skattedomkyrkohemman.